# Jakob Grimholm
Jakob Grimholm (* 15. August 1986) ist ein schwedischer Skispringer.

## Werdegang
Der für den IF Friska Viljor startende Grimholm springt seit 2003 im Skisprung-Continental-Cup. 2004 gewann er den schwedischen Meistertitel von der Mittelschanze. Im gleichen Jahr sprang er bei der Junioren-Weltmeisterschaft in Stryn auf den 14. Platz von der Normalschanze. Am 4. Februar 2004 gab er sein Debüt im Skisprung-Weltcup und erreichte in Willingen den 44. Platz. 2006 wurde er Schwedischer Meister von der Normalschanze. Im Continental Cup konnte er bis 2008 keine großen Erfolge erzielen und zog sich daraufhin auf nationale Ebene zurück. Bei den Schwedischen Meisterschaften 2011 gewann er am 13. März 2011 in Sollefteå mit der Mannschaft Gold. Im Einzelspringen wurde er Sechster. Den Titelgewinn mit der Mannschaft konnte er im Folgejahr wiederholen.
Im Sommer 2012 gab Grimholm bekannt, seine Karriere als Skispringer fortsetzen zu wollen. Seine ersten FIS-Cup Punkte nach der Rückkehr erreichte er bei FIS-CUP Veranstaltung im schweizerischen Einsiedeln mit den Plätzen 30 und 23. Seit dem Winter 2012/13 hat Grimholm kein internationales Springen mehr bestritten.
Jakob Grimholm ist der Bruder des Skispringers Isak Grimholm.